# Скальпинг
Скальпинг (от англ. scalping — снимать скальп, срезать верхнюю часть), пипсовка — сленговое название одной из стратегий внутридневных спекулятивных операций, особенностью которой является закрытие сделки при достижении небольшой прибыли в несколько пунктов («пипсов») на торговых площадках с быстрым изменением котировок — на фондовом, валютном, товарном, криптовалютном рынках. Как правило, сделка при этом совершается в небольшой промежуток времени, типичной длительностью от нескольких минут в конце XX века до долей секунды в XXI веке.
Необходимыми условиями реализации такой стратегии являются:
- низкие комиссионные сборы биржи и брокера при достаточном обороте капитала;
- высокая ликвидность торгуемого инструмента;
- стабильная (постоянная и умеренная) волатильность на рынке;
- небольшой спред;
- возможность постоянно следить за текущими котировками и быстро производить торговые операции.

Учитывая эти критерии и особенности формирования комиссионных сборов и дополнительных затрат, скальпинг наиболее распространён на срочных рынках (рынках производных финансовых инструментов). Для скальпинга часто используют автоматические торговые системы (биржевые роботы, в том числе высокочастотные).
Следствием скальпинга является заключение большого количества сделок, каждая из которых приносит небольшой результат (небольшие прибыль или убыток).
Для повышения доходности операций с небольшой разницей в цене часто используется маржинальная торговля. Однако кредитный рычаг увеличивает не только доход, но и скорость нарастания убытков. Кроме того, при маржинальной торговле в определённых случаях может взиматься оплата за использование кредита, которая не зависит от результативности торговли.
В России наибольший объём скальперских сделок заключается на фьючерсах на индекс РТС и голубые фишки (Газпром, Сбербанк, Лукойл).
Типичные методы скальпинга:
- Стаканный скальпинг заключается в определении дисбаланса между объёмом спроса и предложения, способного привести к направленному движению котировок, даже незначительному. Распространён на инструментах, имеющих конкретную базу (например, фьючерсы на акции).
- Импульсный скальпинг заключается в постоянной оценке внешних рынков и инструментов, способных вызвать импульсивное направленное движение торгуемого инструмента (например, при торговле в России оценивается движение американских и европейских фьючерсов, нефти, доллара и прочее). Распространён на фьючерсах на фондовых индексах.